# Featuring

Le terme featuring (anglais, au sens de « en présence de »), souvent abrégé en feat, feat., ft, ft., f ou encore f., est souvent utilisé dans l'industrie musicale pour indiquer la participation d'un artiste sur un titre ou l'album de quelqu'un d'autre, que cette participation soit importante comme le chant d'un couplet ou d'un refrain, ou plus discrète comme la reprise ou le remix d'un de ses samples (extrait de musique en français).
Starring est également un synonyme parfois utilisé, mais ce dernier terme peut être utilisé aussi pour indiquer la participation d'une célébrité dans le clip et pas forcément dans la musique.
Très répandu chez les DJs, le « featuring » — ici dans le sens de « présente » ou « avec »... — est utilisé pour indiquer l'artiste ou chanteur/chanteuse venu chanter avec le DJ (Exemple : The Tamperer featuring Maya), ou que le DJ l'a samplé.
Les featuring sont de plus en plus nombreux ces dernières années[Depuis quand ?], notamment dans le rap, le RnB ou encore la musique électronique. Dans la musique électronique, les artistes composant les mélodies utilisent parfois la voix d'une ou d'un autre artiste, plutôt que la leur.
Dans le rap ou le RnB, il est courant que les albums, et plus particulièrement les singles, soient produits avec :
- plusieurs artistes, l'un par exemple chantant les couplets, l'autre le refrain ;
- un groupe où les membres chantent chacun un couplet.

## Divers
- Un artiste encore méconnu du grand public peut être introduit ou gagner en notoriété grâce aux featuring avec des artistes de plus grande renommée.
- Lors d'un featuring, les artistes reconnus (qui facilitent la vente des morceaux) sont souvent cités, les autres parfois écartés.
- Un artiste peut être mentionné sur la pochette d'un disque dans un pays où il est apprécié, et « oublié » dans un autre pays où il est modestement reconnu ou apprécié.
- Les featuring entre artistes reconnus se multiplient, souvent favorisés par les maisons de disques qui espèrent ainsi réaliser facilement des ventes en combinant les publics respectifs de chaque artiste.
- Le featuring en France est de plus en plus utilisé sous forme de duo virtuel[2] où une star française chante avec une star étrangère permettant de passer la chanson dans les quotas de chansons françaises[Combien ?]. Cette méthode se fait de façon simple, parfois la star française chante juste le refrain ou des couplets, parfois elle remplace le featuring d'une autre star étrangère[3].